# Roman Ondráček
Roman Ondráček (* 26. července 1966 Praha) je český zpěvák, bavič a moderátor. Dříve spolu s Milošem Pokorným moderoval pořady na různých českých rádiích a také s ním tvořil tandem v kapele Těžkej Pokondr. Působí v kapele Roman Ondráček & Rakeťáci. V prosinci 2021 vydal své první sólové album: Roman Ondráček – 55 Ty Kráso. Dne 26. srpna 2022 vystoupil společně se svou kapelou na Císařské louce v Praze na koncertu nazvaném Mega Mejdan roku na Císařské louce. Při této příležitosti i opožděné oslavil své 55. narozeniny.
Dále se proslavil údajným napadením manželky Michala Davida na křtu alba Funky 2.

## Filmografie
- 2008 – Nestyda (sám sebe (rozhlasový moderátor))
- 2018 – Ten, kdo tě miloval